# Pseudoblepharispermum
Pseudoblepharispermum là một chi thực vật có hoa trong họ Cúc (Asteraceae).

## Loài
Chi Pseudoblepharispermum gồm các loài: